# Quanshan
Der Stadtbezirk Quanshan (chinesisch 泉山区, Pinyin Quánshān Qū) ist ein chinesischer Stadtbezirk, der zum Verwaltungsgebiet der bezirksfreien Stadt Xuzhou in der Provinz Jiangsu gehört. Sein Verwaltungsgebiet hat eine Fläche von 108 km² und er zählt 594.378 Einwohner (Stand: Zensus 2010).

## Administrative Gliederung
Auf Gemeindeebene setzt sich der Stadtbezirk aus zehn Straßenvierteln zusammen. 